# Sabugal
Sabugal (sɐbu'gaɫ) è un comune portoghese di 14 871 abitanti situato nel distretto di Guarda.

## Geografia fisica
Appartiene alla regione storica della Beira Alta in una zona di interesse paesaggistico e storico caratterizzata da cittadine con antichi castelli che svolsero un ruolo importante nella difesa delle frontiere nel corso delle lotte con la Spagna. La cittadina all'altitudine di 773 m a guardia del fiume Côa e del ponte medioevale che l'attraversa.

## Storia
Fu fondata da Alfonso X di Castiglia e passò al Portogallo in seguito al matrimonio di re dom Dinis con Isabella di Aragona.

## Monumenti e luoghi d'interesse
Degno di nota il Castello del XIII secolo con doppio giro di mura, torri a pianta merlate a pianta quadrata, maschio pentagonale ornato di balconi. Il Museu conserva materiale etnografico ed archeologico della zona. A 10 km ad ovest Sortelha murata con borgo antico di case medioevali in granito e castello del secolo XIV.

## Società

### Evoluzione demografica
| Popolazione di Sabugal (1801 – 2004) | Popolazione di Sabugal (1801 – 2004) | Popolazione di Sabugal (1801 – 2004) | Popolazione di Sabugal (1801 – 2004) | Popolazione di Sabugal (1801 – 2004) | Popolazione di Sabugal (1801 – 2004) | Popolazione di Sabugal (1801 – 2004) | Popolazione di Sabugal (1801 – 2004) | Popolazione di Sabugal (1801 – 2004) |
| ------------------------------------ | ------------------------------------ | ------------------------------------ | ------------------------------------ | ------------------------------------ | ------------------------------------ | ------------------------------------ | ------------------------------------ | ------------------------------------ |
| 1801                                 | 1849                                 | 1900                                 | 1930                                 | 1960                                 | 1981                                 | 1991                                 | 2001                                 | 2004                                 |
| 7157                                 | 11669                                | 33047                                | 33774                                | 38062                                | 18927                                | 16919                                | 14871                                | 14222                                |

## Freguesias
| - Águas Belas - Aldeia da Ponte - Aldeia da Ribeira - Aldeia de Santo António - Aldeia do Bispo - Aldeia Velha - Alfaiates - Badamalos - Baraçal - Bendada - Bismula - Casteleiro - Cerdeira - Fóios - Forcalhos - Lajeosa - Lomba - Malcata - Moita Jardim - Nave | - Pena Lobo - Pousafoles do Bispo - Quadrazais - Quinta de São Bartolomeu - Rapoula do Côa - Rebolosa - Rendo - Ruivós - Ruvina - Sabugal - Santo Estêvão - Seixo do Côa - Sortelha - Souto - Vale das Éguas - Vale de Espinho - Valongo do Côa - Vila Boa - Vila do Touro - Vilar Maior |